# دانشگاه سنت کاترین
دانشگاه سنت کاترین (USK) یک دانشگاه خصوصی و غیرانتفاعی در مقطع کارشناسی و کارشناسی ارشد است که در سن مارکوس، کالیفرنیا واقع شده‌است. این دانشگاه توسط Frank J. Papatheofanis, MD, PhD تأسیس و در سال ۲۰۱۱ افتتاح شد. تعداد دانشجویان از ۱۱ نفر در سال ۲۰۱۱ در زمان افتتاحیه به ۲۷۵ نفر در سال ۲۰۲۱ افزایش یافته‌است.
برای سال‌های تحصیلی ۲۰۱۶–۲۰۲۱، دانشگاه سنت کاترین به دلیل تأکید بر برنامه درسی اصلی جامع، توسط شورای امنای آمریکا و فارغ‌التحصیلان، نمره A را دریافت کرد.